# Гривац
Гривац (словен. Grivac) — поселення в общині Костел, регіон Південно-Східна Словенія, Словенія. Висота над рівнем моря: 237 м.